# Jean Le Hir
Jean Le Hir, né le 17 avril 1913 à Lisieux et mort le 23 septembre 1992 à Senlis, est un cuisinier et poète normand. Il est le fondateur de la confrérie de gastronomie normande La Tripière d'or en février 1951.

## Biographie
Jean Le Hir est originaire de Lisieux dans le Calvados. Avant la Seconde Guerre mondiale, il vient s’installer à Caen. En septembre 1940, il devient le cuisinier en second du Buffet de la Gare pour en devenir le chef trois mois plus tard. En 1942, il acquiert l’hôtel-restaurant L’Espérance situé au 3, rue Buquet à Caen. Sinistré lors du bombardement de Caen de 1944, il se met au service des autres cuisiniers au lycée Malherbe. Il deviendra ainsi l’ami de Léonard Gille malgré de fortes dissensions politiques.
Après la guerre, alors que 20 000 Caennais doivent survivre dans les décombres et des conditions épouvantables, le restaurateur du quartier Vaugueux, qui avait été blessé par un obus pendant le conflit, a l'idée de faire réquisitionner quatre auges de 400 litres pour chevaux afin de servir les repas aux réfugiés à l'église abbatiale Saint-Étienne. Avec son équipe, il arrive ainsi à préparer jusqu'à 10 000 repas par jour.
Jean Le Hir voulait également redorer le blason de la gastronomie touristique de la ville. Après la guerre, il fallait nourrir les horsains (les gens non originaires de Caen et ses alentours) qui étaient encore nombreux. Les dernières cartes de distribution de pain ont disparu en mai 1949. En février 1951, Jean Le Hir décide de mettre en avant la spécialité gastronomique de sa ville, la tripe à la mode de Caen. Il fonde la confrérie de gastronomie normande La Tripière d'or et en devient logiquement le premier président et Grand Chancelier. Jean Le Hir précise alors que les couleurs « gueule et azur » (rouge et bleu) des costumes de la confrérie sont celles de la ville de Caen. La confrérie acquiert rapidement une renommée mondiale et des bailliages sont même institués aussi aux États-Unis, au Royaume-Uni et en Belgique.
En 1961, Jean Le Hir quitte Caen pour prendre la direction de l’Hostellerie du Vieux Logis à Fleurines dans l’Oise, où il décroche deux étoiles au Guide Michelin.
Jean Le Hir meurt en 1992 après une vie toute consacrée à la cuisine. Cette année-là, son portrait réalisé par son amie Yvonne Guégan entre dans les collections du musée de Normandie. Plus tard, les archives personnelles de Jean Le Hir seront également transmises au musée.
En septembre 2007, le nom de Jean Le Hir est donné à une rue du quartier de la Guérinière à Caen.

## Poésie
La recette des tripes à la mode de Caen a été mise en poésie par Jean Le Hir. C’est une véritable ode aux tripes à la mode de Caen, un plat de copains qui se partage et se mérite :
| Ô ! Cher poète, je te fais don De ma recette : tripes à la mode Pour cuire de bonne façon Parfaitement selon le code Pieds de bœuf, feuillet, Les mulettes et le bonnet, En vue de cette ripaille, Coupe en morceaux carrés Dans l’eau claire, bien lavée Toute cette tripaille, Carottes, oignons en rouelles, Poireaux, bouquet garni, Clous de girofle, céleri, Alors, ma toute belle, De la potée en terre, Tapissée de beurre frais Va monter l’odeur des prés. Avec onction, à ce mélange | De produits du cru, Dispense, de calva, un verre, Couvre l’édifice de pur jus, D’un bon sel modérément, De poivre moulu, abondant, Assaisonne cette vendange. Douze heures de cuisson au four D’un boulanger d’alentour. Il importe, au bout de ce temps, Que le jus onctueux, doré, Réduit, odorant, corsé, Baigne ce mets truculent. Tu serviras cette merveille Dans des assiettes brûlantes. Et voici, de ta servante La recette, sans pareille, Que m’a léguée un mien parent, Des tripes à la mode de Caen. |

Il a également écrit dans la revue L'Art culinaire un manifeste sur le manque de touristes dans sa ville à l'époque : « Caen est une ville triste, il y manque en pleine saison un nombre important de chambres confortables. Que nous reste-t-il pour intéresser les visiteurs. La bonne chère et les ressources de notre région, si riche en produits de premier ordre. Et dans beaucoup de cas j'ai entendu cette réflexion : “On ne fait plus de bonnes tripes à Caen”. »